# M. Karagatsis
M. Karagatsis (en grec moderne : M. Καραγάτσης) est le nom de plume de Dimitrios Rodopoulos (en grec moderne : Δημήτριος Ροδόπουλος), un écrivain grec du xxe siècle. Il fait partie de la « génération des années 1930, ». Il a écrit de nombreux romans, nouvelles, pièces de théâtre ainsi que des œuvres d’inspiration historique. Plusieurs d’entre eux ont été adaptés en séries télévisées, traduits en français, en anglais, en espagnol et en allemand et ont fait l’objet des travaux académiques.

## Biographie
Fils de George Rodopoulos, avocat et homme politique, et d’Anthi Marouli, Karagatsis est né à Athènes le 23 juin 1908. Après des études primaires et secondaires à Larissa et Thessalonique, il s’inscrit à la faculté de droit à l’université de Grenoble. Mais, du fait de difficultés financières, il est obligé de rentrer en Grèce, où il obtient un diplôme de droit à l’université d’Athènes en 1924. En 1935, il se marie avec la peintre Niki Karystinaki (el), avec qui il a une fille, Marina Karagatsi. Il travaille dans des compagnies d’assurance et dans la presse quotidienne et hebdomadaire. En 1958, il subit une première crise cardiaque, et il en meurt le 13 septembre 1960 à l’âge de 52 ans, à Athènes.

## Pseudonyme
Le mot « Karagatsis » provient de l’arbre « καραγάτσι », qui signifie « orme » en grec. Adolescent, il aimait lire sous un orme qui se trouvait dans la maison de campagne de sa famille à Rapsáni (Thessalie). Le M. fait référence à Mitya, l’un des personnages du roman « Les Frères Karamazov » de Dostoïevski, qu’il aimait particulièrement.

## Œuvres importantes
- Mademoiselle Nitsa (1929), nouvelle
- Le colonel Liapkine (1933), roman traduit en français -  (ISBN 9786185048938), traduction René Bouchet

- Junkermann (1939)
- Les dernières heures de Junkermann (1940), roman
- Île perdue (1941), roman
- Le souverain de Castropyrgos (1944), roman
- Le grand sommeil (1946), roman
- Bar Eldorado (1946), pièce de théâtre
- Du sang perdu et gagné (1947), roman
- Carmen (1948), pièce de théâtre
- Histoire des Hellènes (1952), ouvrage historique
- La grande chimère (1953), roman traduit en français -  (ISBN 9786185369019), traduction René Bouchet

- La mort et Théodore (1956), roman
- Le dossier jaune (1957), roman
- Serge et Bacchus (1959), roman historique en deux tomes  (ISBN 978-2-336-44392-8) et  (ISBN 978-2-336-44795-7), traduction: Dimitra Markovitsi et Gérard Balland
- Le 10 (1960) ; roman inachevé

## Travaux académiques sur l'œuvre de M. Karagatsis
- Le naturalisme chez M. Karagatsis : thèmes et formes, V. Goula, thèse Université Paris 3 (2002).
- Junkermann by M. Karagatsis: A Greek Great Gatsby and Tender is the Night, G. De Boel, J. of Modern Greek Studies (Johns Hopkins University Press), Vol. 27, Number 1, 2009, pp. 55-79.
- Desire, Love, Emotions: A Philosophical Reading of M. Karagatsis' Kitrinos Fakelos, E. Leontsini, Modern Greek Studies (Australia and New Zealand), Vol. 16–17, B (2013–14): Crisis, Criticism and Critique in Contemporary Greek Studies.
- Parmenides and M. Karagatsis (Reflection of Myth in Fiction), O. Goncharko, F. Eloeva Y. Romanenko, Literatūra (Vilnius University), vol. 62, núm. 3, pp. 121-136, 2020.
- Colloque : M. Karagatsis, idéologie et poétique. Actes de colloque (En grec). 2008
- "Karagatsis's Byzantinism in his Sergios and Bacchos" by Katerina Lia in "Byzantium in the Popular Imagination" Ed. M. Kulhankova et P. Marciniak, Bloomsbury Publishing, 2023.